# کوئنکا (اکوادور)
کوانکا (به اسپانیایی: Cuenca, Ecuador) یک شهر در اکوادور است که در آزوای واقع شده‌است.بخش‌های تاریخی این شهر در سال ۱۹۹۹ در میراث جهانی یونسکو به ثبت رسید.

## خصوصیات
کوانکا ۷۰٫۵۹ کیلومترمربع مساحت و ۳۳۱٬۸۸۸ نفر جمعیت دارد و ۲٬۵۶۰ متر بالاتر از سطح دریا واقع شده‌است.

## خواهرخوانده
شهر گوآناخوآتو، گوآناخوآتو خواهرخواندهٔ کوانکا هست.